# I'm in the Band : Ma vie de rocker
I'm in the Band : Ma vie de Rocker ou Ma vie de rocker au Québec est une série télévisée américaine en 41 épisodes de 22 minutes créée par Michael B. Kaplan et Ron Rappaport, diffusée entre le 27 novembre 2009 et le 9 décembre 2011 sur Disney XD.
En France elle est diffusée depuis le 5 décembre 2010 sur Disney XD France et sur Disney Channel France.

## Distribution

### Principaux
- Logan Miller (VF : Arthur Pestel) : Tripp Ryan Campbell : Tripp a 15 ans et est un grand fan d'Iron Weasel. Il en deviendra même le guitariste dans le premier épisode où il accueillera les membres du groupe chez lui à la suite d'une déclaration de sa mère.
- Stephen Full (VF : Julien Meunier) : Ash : C'est le batteur du groupe qui est souvent connu comme étant le plus bête des membres.
- Greg Baker (VF : Emmanuel Gradi) : Burger "Booster" Pitt : Booster est le bassiste du groupe et un très gros mangeur. Il a une personnalité très électrifiée comme une rock star et montre beaucoup de joie dans des actes physiques, comme la destruction de sa propre basse ou la destruction de sa tête dans un mur. Il est remarquablement en surpoids et a des habitudes dégoûtantes.
- Steve Valentine (VF : Emmanuel Curtil) : Derek Jupiter : Il est le chanteur d'habitude narcissique mais charmant et beau. Il prouvera à plusieurs reprises ses talents de prestidigitation et est polyglotte. Il a aidé une femme à accoucher dans l'épisode "Qu'est-ce qui est arrivé ?".
- Caitlyn Taylor Love (VF : Lily Rubens) : Isabella "Izzy" Fuentes : Elle est une fan de Iron Weasel et meilleure amie de Tripp. Elle rêve de faire la choriste du groupe.

### Récurrents
- Beth Littleford (VF : Claire Guyot) : Beth Campbell
- Katelyn Pacitto (VF : Laëtitia Coryn) : Lana
- Spencer Boldman (VF : Nathanel Alimi) : Bryce Johnson
- Mark Gagliardi (VF : Yann Guillemot) : Savage

## Épisodes

### Première saison (2010)
1. Iron Weasel est dans la place (Weasels In The House)
2. Une colère à tout casser (I Wanna Punch Stuff)
3. La claque (Slap Goes the Weasel)
4. Flirter avec le succès (Annoying Arlene)
5. Cash change de métier (Got No Class)
6. Chatasprophe (Cat-Astrophe)
7. Le flip delirium (Flip of Doom)
8. Un anniversaire de ouf (Birthdazed)
9. Le rock des anciens (Geezers Rock!)
10. Film d'horreur (Spiders, Snakes, and Clowns)
11. Retour aux sources (Magic Tripp)
12. Qu'est-ce qui s'est passé ? (What Happened?)
13. En tournée (Road Tripp)
14. La semaine des farces (Prank Week)
15. Matérialiste (Money Bags)
16. Un guitariste de trop (Bleed Guitarist)
17. La vie de croisière d'Iron Weasel (Weasels on Deck)
18. Recrue d'un soir (Izzy Gonna Sing?)
19. Le forum des métiers (Weasels vs. Robots)
20. Japon, nous voilà ! (Happy Fun Metal Rock Time)
21. Dans l'intimité des Weasel (Last Weasel Standing)

### Deuxième saison (2011)
1. Tripp quitte le Groupe (Première Partie)
2. Tripp quitte le Groupe (Seconde Partie)
3. Le jeu vidéo
4. La Vie de Croisière d'Iron Weasel
5. Les Rockeurs en Herbe
6. Iron Weasel met le Feu
7. La Fille du Principal
8. Campagne Présidentielle
9. Changements
10. Charles attaque
11. Où sont les Billets ?
12. Murder Party
13. Trippnotisé
14. Iron Weasel Versus Metalwolf
15. Y'a t-il des Pilotes dans l'Avion ?
16. Retour sur les Bancs de l'École
17. Des Gens Sérieux
18. Décoration Choc
19. La Semaine de la Blague
20. Le Roi Derek
21. Iron Weasel Contre Mini-Weasel
22. Mon Père, ce Super-Héros

## Commentaires
Le 28 avril 2011, Disney XD a décidé de ne pas renouveler la série.